# Cindy Kiro
Alcyion Cynthia (Cindy) Kiro (Whangārei, Northland régió, 1958. május 17. –) 2021-től Új-Zéland első maori nő főkormányzója. 

## Élete
Aucklandban járt iskolába. Az Aucklandi Egyetemen és a Massey-Egyetemen tanult.

## Fordítás
- Ez a szócikk részben vagy egészben  a   Cindy Kiro című német Wikipédia-szócikk fordításán alapul.  Az eredeti cikk szerkesztőit annak laptörténete sorolja fel. Ez a jelzés csupán a megfogalmazás eredetét és a szerzői jogokat jelzi, nem szolgál a cikkben szereplő információk forrásmegjelöléseként.